# Narcissus × somedanus
Narcissus × somedanus là một loài thực vật có hoa lai ghép trong họ Amaryllidaceae. Loài này được Fern.Casado, Nava & Suárez Pérez mô tả khoa học đầu tiên năm 1997.